# Los Ingobernables
Los Ingobernables es una banda de hardcore punk formada en el año 2006, por miembros de Eterna inocencia, Ánimo y Backside. Son oriundos del sur de la provincia de Buenos Aires, entre Quilmes y Berazategui. 
Sus líricas abordan temáticas sociopolíticas, de forma concreta e hiperrealista; influenciadas musicalmente por Minor Threat, 7 Seconds, Black Flag, Bad Religion, y Propagandhi.
La banda lanzó su primer álbum en 2009: Cuando el Hardcore Llama. En 2016, grabaron nuevas canciones en los estudios "La nave de Osberg", estrenando un split 7" con la banda Hermanxs de la Mente Furiosa. A esto prosiguió una visita a Santiago de Chile en julio, y telonear a Bad Religion en el Teatro de Flores, en noviembre.
En agosto de 2018, la banda estrenó el EP Bakuninistas, un 7" editado por Prosa de Frontera e Inocencia Discos. Son ocho canciones donde análisis políticos, históricos y geopolíticos se entremezclan entre gritos de protesta.

## Miembros
- Javier – guitarras
- Fede - guitarras
- Ale – bajo
- Panal – voces
- Guille – voces
- Manu – batería

## Exmiembros
- Edu - guitarras
- Bakto - voces
- Pablo - voces
- Jesús - guitarras
- Pola - guitarras

## Discografía
- Cuando el Hardcore Llama (2009, X El Cambio)
- En Vivo Mar del Plata Enero 2015 (2015)
- Sin Tregua Ni Pacto (vivo 4/7/15) (2015)
- Los Ingobernables / Hermanos De La Mente Furiosa split 7" (2017, varios sellos)[7]
- Bakuninistas 7" (2018, Prosa de Frontera, Inocencia)